# 北荣州信号场
北榮州信號場（：／ Bugyeongju yeok）是嶺東線沿線的一座线路所，位於韓國庆尚北道榮州市休川洞。

## 历史
- 1973年12月23日：落成使用。
- 2018年：北榮州三角線廢線。
- 2020年12月13日：中央線複線電氣化而停駛。

## 邻近车站
韓国铁道公社
嶺東線
荣州站 - 北荣州信号场 - 文丹信号场